# Пайка волной
Пайка волной (англ. wave soldering) — пайка выводов компонентов к печатной плате (ПП) путём кратковременного погружения нижней поверхности ПП и выводов компонентов в расплавленный припой, подаваемый в форме волны: припой смачивает контактные площадки и проникает вверх через отверстия под действием капиллярности, тем самым происходит образование паяного соединения с выводами компонентов. Используется как при сквозном монтаже, так и при SMT-монтаже.

## Области применения
Пайка волной припоя применяется как для пайки компонентов в отверстие, так и SMD-компонентов.

## История
Данная технология была разработана в пятидесятых годах в Великобритании. Технология используется для пайки выводных компонентов, расположенных на одной стороне платы. В настоящее время пайка волной является наиболее распространенным и производительным методом пайки.

## Подготовка ПП
Перед выполнением пайки волной плата проходит ряд подготовительных операций:
- Нанесение флюса, Используются жидкие флюсы, наносимые распылением или вспениванием.
- Предварительный прогрев. Инфракрасный нагрев / конвекционный нагрев.

## Процесс пайки волной
После подготовительных операций плата перемещается по конвейеру к ванне с расплавленным припоем. В ванне с расплавленным припоем создаётся непрерывный поток — волна припоя, через которую движется печатная плата с установленными на неё компонентами. Волна достигает нижней поверхности печатной платы, припой смачивает контактные площадки и выводы компонентов и проникает вверх через отверстия, при этом происходит формирование паяных соединений.
Для обеспечения качества пайки платы подаются под наклоном. Оптимальный угол наклона обеспечивает стекание избытка припоя и препятствует образованию перемычек.
Скорость подачи плат выбирается в зависимости от конструкции платы и используемых компонентов.

## Профиль волны
При пайке применяют различные профили волны: плоскую волну или широкую, вторичную или «отраженную», дельта-волну, лямбда-волну, омега-волну.

## Недостатки
Большая масса припоя (100…500 кг), постоянно находящегося в ванне в расплавленном состоянии, значительные размеры оборудования (несколько метров), окисление припоя.

## Специальные требования к разработке платы
Правильная трассировка проводящего рисунка и расположение компонентов (для избегания "экранирования" одних компонентов другими) уменьшают вероятность появления дефектов пайки.